# 琉璃石井
琉璃石井位于江西省上饶市婺源县（旧属安徽省徽州府）浙源乡庐坑村。
琉璃石井已列为婺源县文物保护单位。